# Festetics Imre
Tolnai gróf Festetics Imre (Simaság, 1764. december 2. – Kőszeg, 1847. április 1.) császári és királyi kamarás, nagybirtokos, genetikus. A neve előfordul Festetich alakban is. A bátyja gróf Festetich György volt, aki 1797-ben Keszthelyen létrehozta a Georgikont, Európa egyik első mezőgazdasági felsőfokú oktatási intézményét. Bátyja könyvtárában megvoltak a kor vezető agrárgazdasági művei, melyek az állatnemesítés kérdésével is foglalkoztak.

## Élete

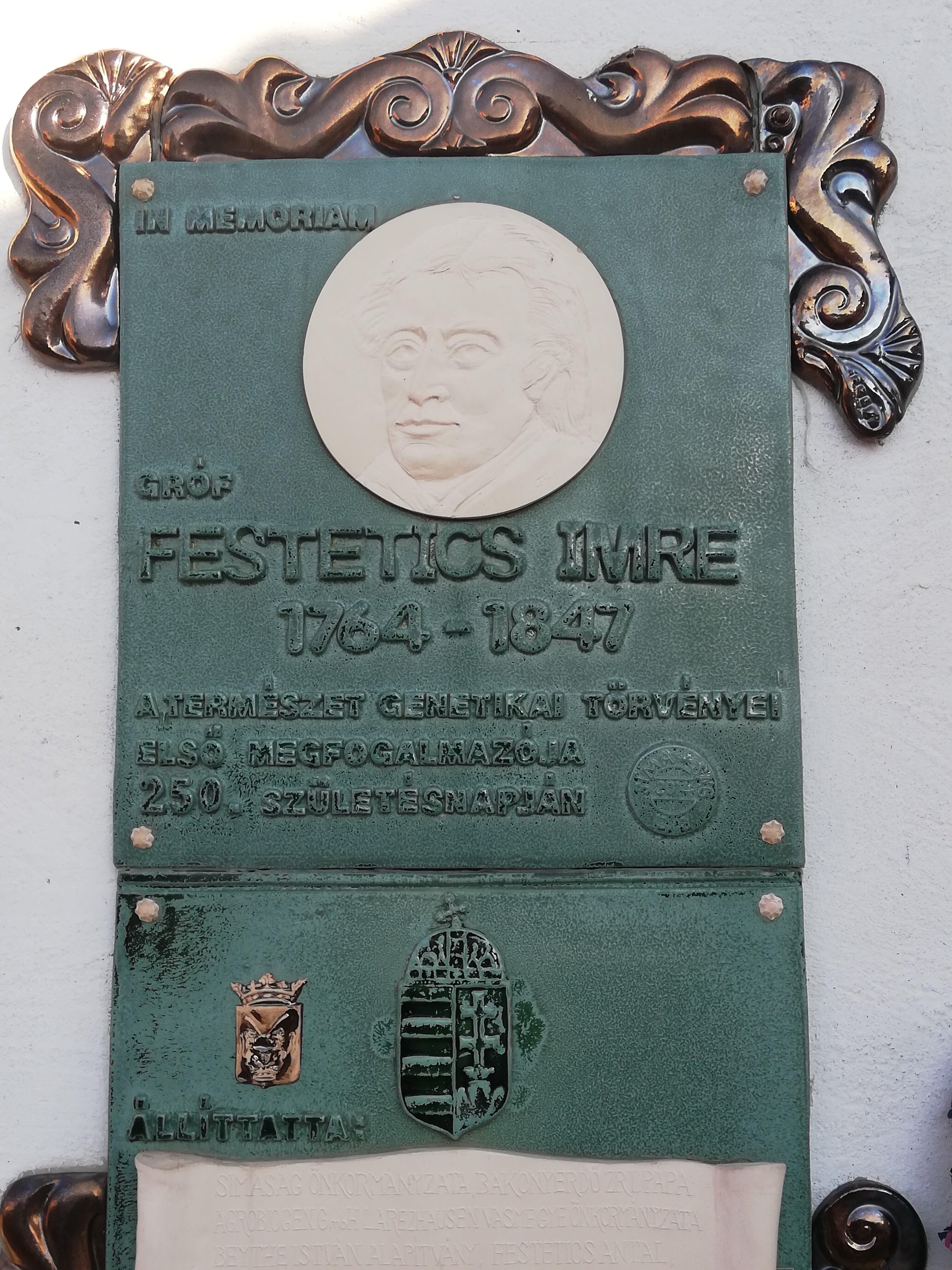
Emléktáblája Simaság temetőjében

A gróf tolnai Festetics család sarja. Szülei gróf tolnai Festetics Pál (1722-1782) kamarai alelnök és gróf nagybossányi Bossányi Julianna (1734-1805) voltak. A nevelését János nevű öccsével együtt anyja, Bossányi Júlia felügyelte. Nagy Jeromos tanította németre, latinra és történelemre. 1782-ben, 18 évesen bátyjához hasonlóan (apja szándéka ellenére) katonának állt. A Levenehr könnyűlovas ezredben kapitányi rangban részt vett a délvidéki törökellenes harcokban. Bukarestnél megsebesült és nyolc évi szolgálat után lemondott tiszti rangjáról, kérte felmentését a katonai szolgálat alól. Ezredét 1790. augusztus 18-án hagyta el a Bukarest melletti táborban. Szolgálatával tiszttársai és katonái elégedettek voltak. Feljegyezték róla, hogy szegényebb tiszttársait anyagilag is támogatta.
1791-ben feleségül vette Boronkay Krisztinát (1774–1807), akitől két fia és egy lánya született. Apja végrendeletében felbontotta a családi hitbizományt, így az örökölhető lett, de György a birtok egyben tartása mellett döntött, ezért Imre öröksége fejében 200 ezer forintot ajánlott fel. A vagyoni kérdések 1792-ben oldódtak meg a testvérek között. György Imre javára lemondott a simonyi birtokról és vállalta 400 ezer forint kifizetését is.
1807-ben tagja volt az országgyűlés határszéli országos választmányának, de Györgytől eltérően nem vett részt az országos politikában. Özvegységre jutva, 1812-ben újra nősült. Második feleségével, Vízkeleti Borbálával részben birtokain, részben a kőszegi Festetics-, ma Festetics-Chernel-palotában élt.

## Állatnemesítői tevékenysége
A Festetics család birtokán lótenyésztésre, juhtenyésztésre, méhészetre és növénytermesztési, növényhonosítási kísérletekre vonatkozó törzskönyvi nyilvántartásokat a 19. század elejétől vezettek. A családi hagyományokat folytatva 1803-tól ő is juhtenyésztésbe fogott egy kis merinó nyájjal. 15 évnyi szigorú beltenyésztési program után elérte, hogy nem tudott jobb tenyészállatokat vásárolni a sajátjainál és az eredményeire mások is felfigyeltek. A Pethe Ferenc által szerkesztett Nemzeti Gazda című lap 1815-ben, még Bécsben kiadott március 7-i számában megjelent cikkében magyar nyelven tette közzé felhívását „A juhtenyésztés’ jobbítását és pallérozását óhajtó Hazafiakhoz” címmel, a „Juhtenyésztést Tökéletesítő Társaság” felállítására, a „Brünn Fő-Városban össze gyűlő Juhos Társaság” mintájára, tíz hónappal annak megalakulását követően. A „Vasi Juhtenyésztő Társaság” (1815–1820) a kontinens második állatnemesítő szervezete volt. Cikkében beszámol arról, hogy ezen program elindítója Chernel Dávid volt, akinek tevékenységéről „honi Gaislerünk” megszólítással elismerően emlékezett meg. Ezen írásának köszönhetően azt is tudjuk, hogy 1814 óta bizonyosan részt vett a „Május’ közepén, Brünn Fő-Városban össze gyűlő Juhos Társaság” találkozóin, ahova „bundás-gyapjas” kedvenc állatait magával vitte, és ott vásárolhatott is tenyészkosokat és anyajuhokat. Az tehát bizonyos, hogy 1805–1820 között Festetics tudatosan, a kor legfejlettebb módszereivel végzett kísérleteket, éppen az első empirikus örökléstani törvények kérdésében kialakult élénk brünni viták idején.
A 18. század kezdetéről (1723) valók az első olyan kísérletek (Svédországban Jonas Alströmer lovag által), amelyek a Pireneusok déli, spanyolországi lejtőin honos, rendkívül értékes, kiváló minőségű gyapjút adó merinó juhfajta tenyésztését (melynek kivitelét 1760-ig halállal büntették Spanyolországban) nemesítés útján a hidegebb éghajlatú európai területeken is megkísérelték bevezetni. A juhok (és más állatok) nemesítésére különféle módszereket dolgoztak ki (keresztezés, beltenyésztés, vérvonaltenyésztés, szelekció). A 18. század második felétől a merinó juhfajta általánosan elterjedt Poroszországban, Morvaországban és Szilézia, valamint Magyarország egy részén. 1765-ben Mária Terézia Spanyolországból hozatott be merinó juhokat és a Fiume melletti Mercopaliban állami törzstenyészetet alapított. 1775-ben innen kapott tenyészjuhokat Imre apja, Festetics Pál keszthelyi uradalma is.

## Genetika
A Habsburg Birodalom textiliparának központja Morvaország volt, Brünn központtal. Itt működött többek között Ferdinand Geisslern  (1751–1824) báró a híres juhtenyésztő, és Christian Carl André (1763–1832), Hugo Franz Altgraf zu Salm-Reifferscheidt gróf gazdasági tanácsadója, aki (Salm) a Morvaországban 1770-ben létrejött, majd 1806-ban más néven újraszervezett Agrár Társaság első elnöke volt, André pedig a titkára. André 1814-ben új társaságot hívott életre A Juhtenyésztők Barátainak Tudósainak és Támogatóinak Társasága néven, amely a kontinens első állatnemesítő szervezete lett. André szerkesztette a Oekonomische Neuigkeiten und Verhandlungen (Gazdasági Újdonságok és Közlemények) című heti szaklapot is, mely Brünnben jelent meg, de Prágában nyomtatták. André felkérte Festetics Imrét, hogy szóljon hozzá a társaságban folyó vitához a beltenyésztés hatását illetően az öröklődésre.
Festetics 1819-ben az Oekonomische Neuigkeiten und Verhandlungen című lapban tette közzé híres téziseit "A beltenyésztésről" címmel melyben összefoglalta a "A természet genetikai törvényeit" négy pontban: Ebben a következő fontos dolgokat ismerte fel (Gregor Mendel előtt):
''Ez az 5. szakasz tartalmazza az én véleményem szerint a természet genetikai törvényeit (sz.t.a. kiemelése). Ezek azok, melyeket cáfolni kell, különben a rendszer érvényes. A következőket állítom:
1. Az erőteljes és egészséges alkatú állatok többnyire továbbadják (örökítik) jellegzetes tulajdonságaikat.
2. A nagyszülők azon tulajdonságai, amelyek különböznek utódaik tulajdonságaitól, ismét megjelennek a következő nemzedékben.
3. Azok közé az állatok közé, amelyek több nemzedéken keresztül birtokában voltak a nekik megfelelő sajátosságoknak, olyan utódok is kerülhetnek, amelyeknek eltérő jellegzetességei vannak. Ezek változatok (variánsok), a természet játékai; ezek a továbbszaporításra alkalmatlanok akkor, ha a cél adott jellemzők átörökítése.
4. A beltenyészetnél feltétel a törzsállatok lehető leggyorsabb kiválasztása. Csak azok az állatok jótékony hatásúak a beltenyésztésben, amelyek döntő mértékben hordozzák a szükséges jellegeket. Ha egy adott tulajdonságot meg akarunk tartani, az utódokban továbbörökíteni és állandósítani, akkor ajánlatos a gondosan vezetett beltenyésztési napló, és el kell kerülni annak veszélyét, hogy a szervezet legyengülése a szükségszerű következménye legyen."

A továbbiakban a szerző vizsgálta korának magyar állattenyésztési gyakorlatát, kitért a beltenyésztés hatásaira, az embernél is a rokonházasságok esetében. Számára nyilvánvalónak látszott a természetes és a mesterséges kiválasztódás (szelekció) szerepe a háziállatok és a termesztett növények jellegeinek megőrzésében vagy megváltoztatásában. Felfigyelt a háziállatok szaporodásbiológiai folyamataival kapcsolatos viselkedésmódjának hatásaira is.
A cikkben kifejtett nézetei alapján Festetics Imre lényegében felismerte az öröklődés néhány fontos alapelvét. Például az ő 2/ pontja megfelel Gregor Mendel második szabályának. (Nem lehetetlen, hogy Mendel felhasználta Festetics Imre írását.)
A 3/ pontban megfogalmazta a mutáció alapelvét (ezzel lényegileg Hugo de Vries előfutárának is tekinthető).
Elsőként használta a „genetika” kifejezést a szakirodalomban (ezzel megelőzte a tudományágnak hivatalos nevet adó William Batesont).
Cikkének jelentősége az alábbiakban foglalható össze:
- Korát meghaladva felismerte az öröklődés alapelveit, és annak néhány jellemző általános vonását.
- Kimondta Mendel 2. törvényét.
- Megfogalmazta a mutáció alapjait.
- A beltenyésztéses leromlás okai közül kizárta a természeti környezet szerepét.
- Felismerte, hogy a beltenyésztéses leromlás mellett egy beltenyésztéssel és keresztezéssel összefüggő javulás is van, azaz a rossz és jó változás azonos genetikai folyamatnak ellentétes oldalaként fogható fel.

Viselkedési megfigyeléseivel az etológusok előfutára.

## Festetics újra-felfedezése
Nézetei egészen az 1980-as évekig feledésbe merültek. Szinte biztos, azonban hogy Festetics Imre eredményeit Mendel is felhasználta. Mindketten tagjai voltak a brünni Természetkutató Társaságnak. Festetics nagy szaktekintélynek számított a morvaországi juhtenyésztők körében, mint pl. Mendel tanárai, Johann Karl Nestler és Cyril František Napp körében, akik írásban vagy szóban igazolhatóan idézték. Az utóbbi a brünni Szent Tamás-kolostor apátja volt, nagy hatást gyakorolt az ifjú Mendelre, aki később a kolostorban végezte a genetikai kísérleteit. Nestler pedig könyvet is írt A beltenyésztésről címmel (1837) , ebben elismerve Festetics érdemeit a beltenyésztés örökléstani jelentőségének helyes felismerésében. Szinte biztos, hogy az sem véletlen, hogy Festetics és Mendel második törvénye megegyezik egymással. Lehetséges, hogy Mendel éppen ennek a legegyszerűbben felismerhető törvényszerűségnek az ellenőrzésével kezdte a vizsgálatait. Az, hogy munkája kezdetén Mendel első lépésben tiszta homozigóta szülőket állított elő, ismert jelenség volt a juhtenyésztők körében. Festetics természetesen nem fedezte fel a (faktorális) genetikát Mendel előtt, de megmutatta az ehhez vezető helyes utat és a kutatás helyes módszertanát. A juhtenyésztés kérdéseiről folytatott vita során Festetics a második hibridnemzedék alapos vizsgálatának szükségességére (szegregáció), a kis eltérések fontosságára (mutáció), a szelekció evolúciós jelentőségére, a belső „genetikai” tényezők elsődlegességére, a keresztezési kísérletek módszertani buktatóira, az ivartalanítás szükségességére, a matematikai módszerek fontosságára is felhívta a figyelmet.
Festetics Imre cikkeit először Vítězslav Orel, a brnói Mendelianum Múzeum korábbi igazgatója és Robert J. Wood angol történész fedezte fel az 1980-as években. Magyarországon elsősorban Szabó T. Attila, dolgozta fel a munkásságát, illetve Poczai Péter, a Helsinki Egyetem kutatója emelte be a nemzetközi köztudatba.

## Fő tudományos műve
"Über Inzucht" (A beltenyésztésről) írott munkája melyben kifejti a "Természet Genetikai Törvényeit" (Die genetischen Gesätzen der Natur). Oekonomische Neuigkeiten und Verhandlungen, 1819.
A mű teljes terjedelemben olvasható a Wiki könyvek között.